# Erich Hauser

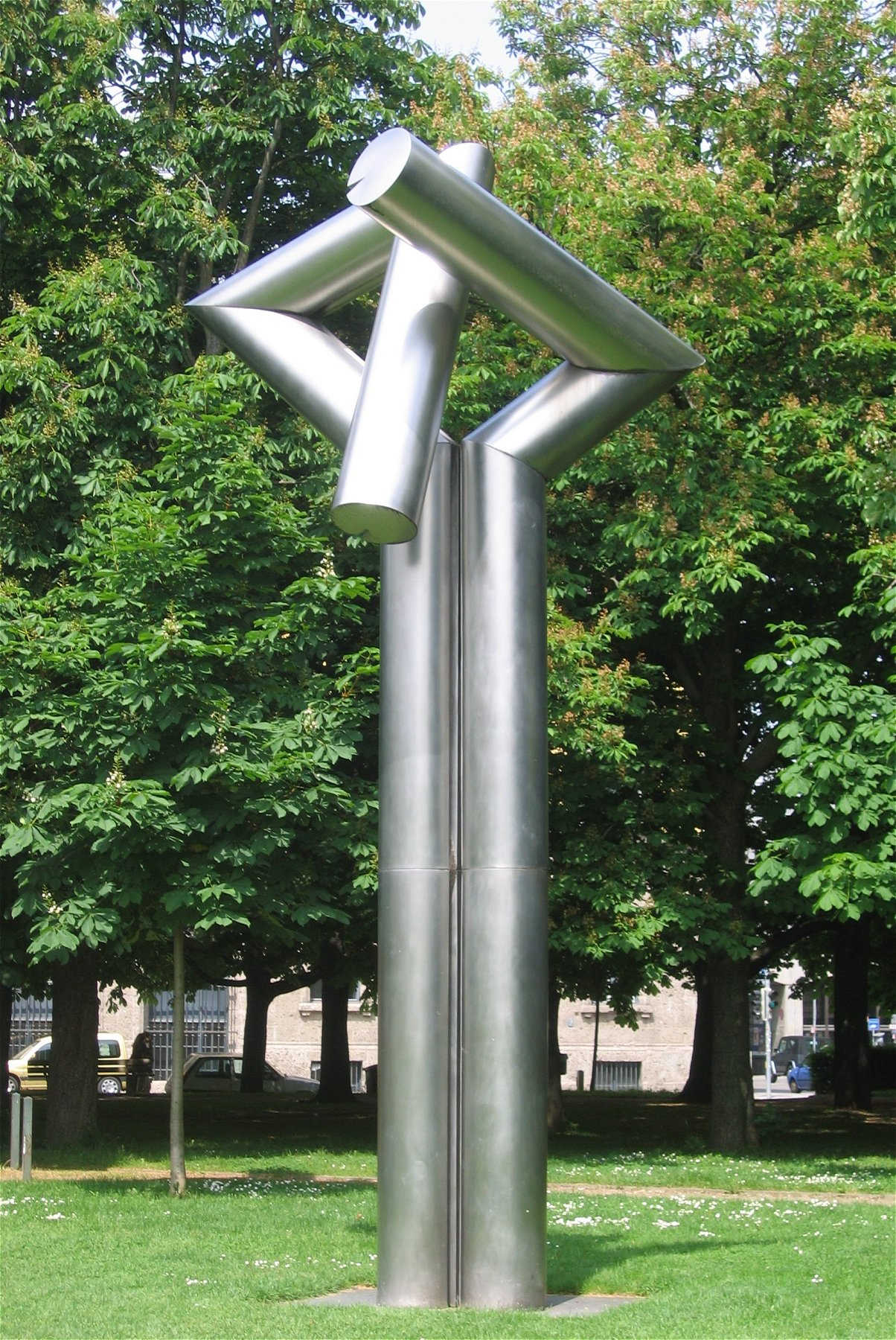
Doppelsäule, 1970, Monachium

Erich Hauser (ur. 15 grudnia 1930 w Rietheim-Weilheim, zm. 28 marca 2004 w Rottweil) – niemiecki rzeźbiarz.

## Życiorys
W latach 1945–1948 uczył się stalorytnictwa, rysunku i akwaforty w Opactwie św. Marcina w Beuron, a następnie do 1951 studiował rzeźbę w Akademii Sztuk Pięknych w Stuttgarcie. Był gościnnym wykładowcą w Akademii Sztuk Pięknych w Hamburgu (1964–1965) i Berlinie (1984–1985). Od 1970 mieszkał w Rottweil, gdzie zainicjował seminaria popularyzujące sztukę współczesną, w ramach miejscowego Forum Sztuki, goszczącego artystów z całej Europy; był też twórcą parku rzeźb przy siedzibie Forum.
Brał udział w licznych wystawach zbiorowych, m.in. 3. Biennale des Jeunes Artistes w Paryżu i 7. Biennale de Sculpture w Antwerpii w 1963; Documenta III w Kassel i Sculpteurs Allemands Contemporains w Paryżu w 1964; Documenta IV w Kassel w 1968 roku; Biennale w São Paulo w 1969, na którym otrzymał Grand Prix za rzeźbę oraz Biennale Européenne de Sculpture w Jouy-sur-Eure w 1984. Prace Hausera były również często pokazywane na wystawach indywidualnych, m.in. we Fryburgu Bryzgowijskim (1961, 1962), Ulm (1961, 1964), Stuttgarcie (1963, 1965), Hanowerze (1963, 1966), Mannheim (1966) i Norymberdze (1967).
Odznaczony Krzyżami Kawalerskim (1972) i Oficerskim (1979) Orderu Zasługi Republiki Federalnej Niemiec oraz Orderem Zasługi Badenii-Wirtembergii (2000).

## Twórczość
Jego wczesne rzeźby, wykonane z wiązanych i nakładających się na siebie żelaznych prętów, były bliskie taszyzmowi. Od lat 60. skupił się na metalowych (głównie stalowych) formach abstrakcyjnych, co łączy jego twórczość z rzeźbą Césara, Lardery i Picassa.
Twórca monumentalnych prac przestrzennych, łączących rzeźbę z elementami architektury. Zrealizował liczne zamówienia na obiekty użyteczności publicznej – we Fryburgu, Stuttgarcie, Konstancji, Wuppertalu, na foyer teatru w Bonn i Galerię Kubus w Hanowerze.